# Arquelau de Óstia
Arquelau (em latim: Archelaus) foi um diácono, citado nos Atos de Áurea de Óstia, que foi martirizado a mando do vigário Úlpio Rômulo. É citada apenas nos Atos e, diante da dúvida sobre a veracidade das informações contidas na obra, pensa-se que talvez não tenha existido. Seja como for, a narrativa de passa no reinado do imperador Cláudio II (r. 268–270). Após sua morte por decapitação, seu corpo foi jogado no mar, a mando de Úlpio, mas Eusébio o resgatou e sepultou numa necrópole da Via Ostiense junto com os corpos do presbítero Máximo e do bispo Quiríaco.

## Vida
Arquelau era um diácono que vivia em Óstia junto do presbítero Máximo, do bispo Quiríaco e Áurea. Ele fazia sacrifícios diários a Deus na forma de hinos e louvores. O vigário Úlpio Rômulo, após torturar Áurea, ordenou que Máximo e Arquelau fossem levados diante dele, e a eles disse: "Através de vocês e seus ensinamentos as pessoas insultam os nomes dos deuses e enganam as pessoas, para que não creiam de acordo com o costumes antigos". Máximo respondeu: "Não somos nós que enganamos as pessoas, mas tanto quanto a graça de Deus permite através desse mesmo Jesus Cristo nosso Deus, nós nos libertamos dos erros mundanos, e lidamos com a propriedade em Seu santo nome". Então Rômulo disse: "Estes homens deveriam morrer". E ordenou que Quiríaco, Máximo e Arquelau e todos os soldados que converteram fossem decapitados perto do arco (de Caracala) em frente ao teatro e ordenou que seus corpos fossem jogados no mar. Eusébio recolheu os corpos, escondendo-os perto da costa marítima, nos campos, e enterrando-os perto de Roma, na necrópole da Via Ostiense.